# Пликати (Терамо)
Пликати (итал. Plicati) је насеље у Италији у округу Терамо, региону Абруцо.
Према процени из 2011. у насељу је живело 249 становника. Насеље се налази на надморској висини од 169 м.